# سان ميكيلي دي غانزاريا
سان ميكيلي دي غانزاريا (بالإيطالية: San Michele di Ganzaria)‏ هي بلدة تقع في مقاطعة كاتانيا في صقلية في إيطاليا . و تقع على بعد 130 كم جنوب غرب من باليرمو و جنوب شرق عن كاتانيا 60 كم .

## السكان
في سنة 1861 بلغ عدد السكان 3٬114 نسمة، وتطور العدد ليصل في سنة 2011 لـ 3٬463 نسمة.
يظهر هذا المخطط البياني تطور النمو السكاني لـ سان ميكيلي دي غانزاريا